# Convento de Santo Domingo (Ocaña)

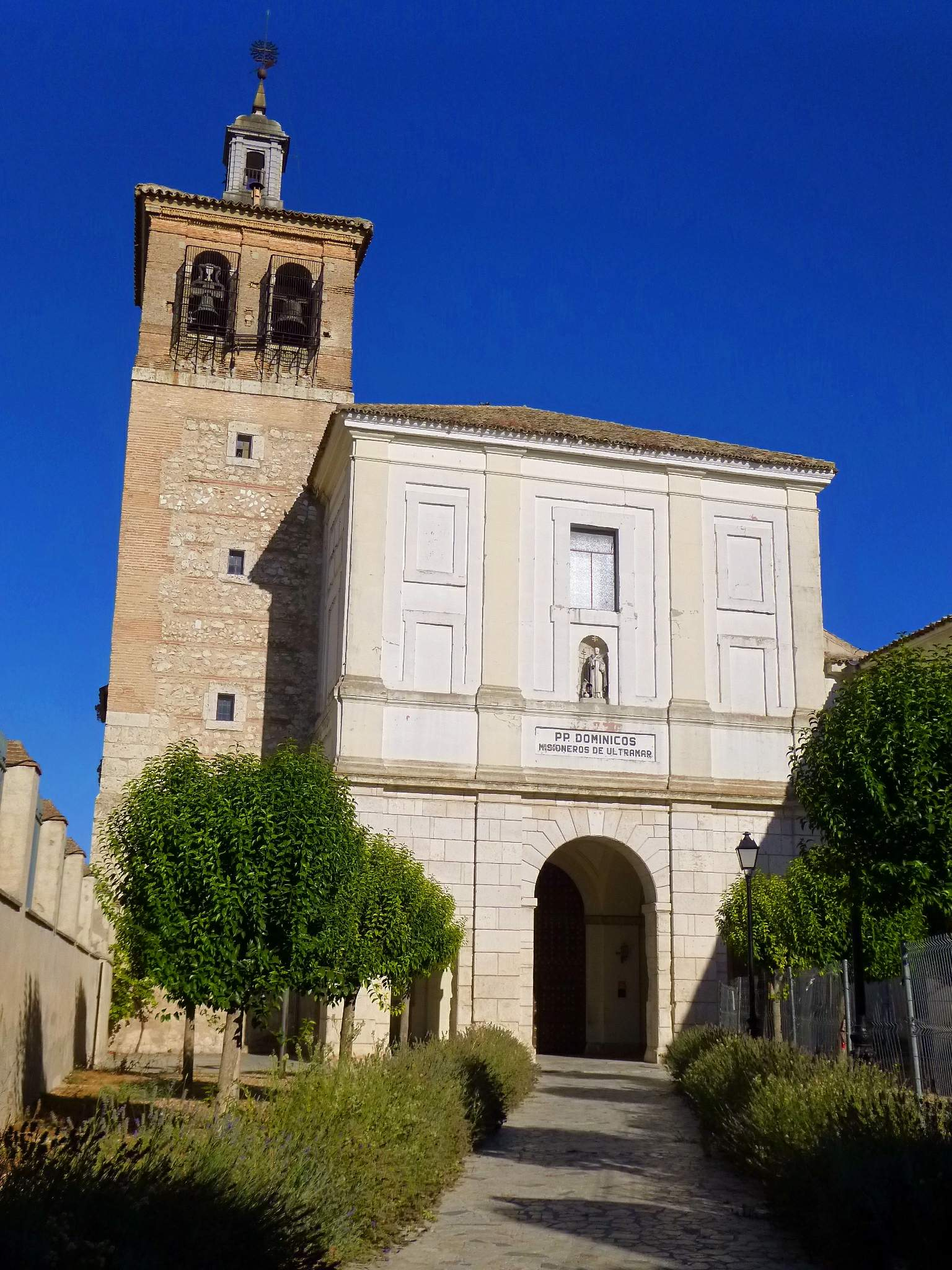
Convento de Santo Domingo de Guzmán

El Convento de Santo Domingo de Guzmán en el municipio de Ocaña (Toledo), es una construcción renacentista de mediados del siglo XVI.
El Decreto de Desamortización de Mendizábal, que suprimió todos los conventos de la Península, admitía algunas excepciones, entre las que figuraba el Colegio Misionero para Asia, el de los Dominicos de Ocaña. 

## Historia
En un terreno perteneciente a Doña Leonor de Tobar y una parte de solar cedido por la reina Juana I de Castilla (madre del Emperador Carlos V) colindante con la antigua muralla -según la Real Cédula de 24 de diciembre de 1530-, se comenzó a edificar este convento (en los inicios denominado del Rosario), finalizándose las obras en el año 1542. Colocó la primera piedra el Príncipe Felipe, que por aquella época moraba en Ocaña y donde pasaría gran parte de su infancia.
Alonso de Covarrubias realizó el claustro del convento.
Fue declarado Bien de Interés Cultural el 26 de diciembre de 2000, mediante un decreto publicado el 5 de enero de 2001 en el Diario Oficial de Castilla-La Mancha.

### Iglesia

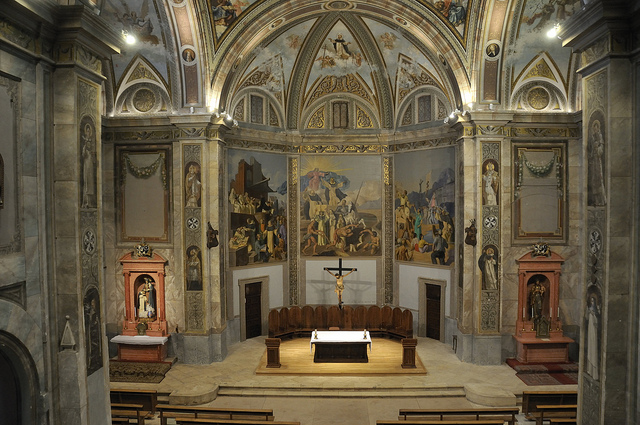
Iglesia de Santo Domingo de Guzmán

Es una planta rectangular de tres naves con ábside poligonal y seis capillas custodiadas con artística rejería. Sus favorables proporciones (40 metros de largo por 21 metros de ancho en el crucero y 19 metros en la cúpula) y luces que le suministran sus amplios ventanales, hacen del templo un lugar confortable y holgado para las celebraciones religiosas. Entre 1888 y 1891 y bajo el rectorado del padre fray Miguel Navarro fue pintado todo el templo y otras dependencias del convento, obra que ejecutó el seglar fray Luis Santiago, pintor y discípulo aventajado de Luis de Madrazo. Desde el zócalo hasta lo más alto de la cúpula se puede observar el gusto artístico, sobre todo en las pinturas murales de los paños derecho e izquierdo del crucero. Los cuadros del retablo son del padre Julio Ibáñez, dominico y pintor realista instruido en la Escuela de Roma.

### Claustro

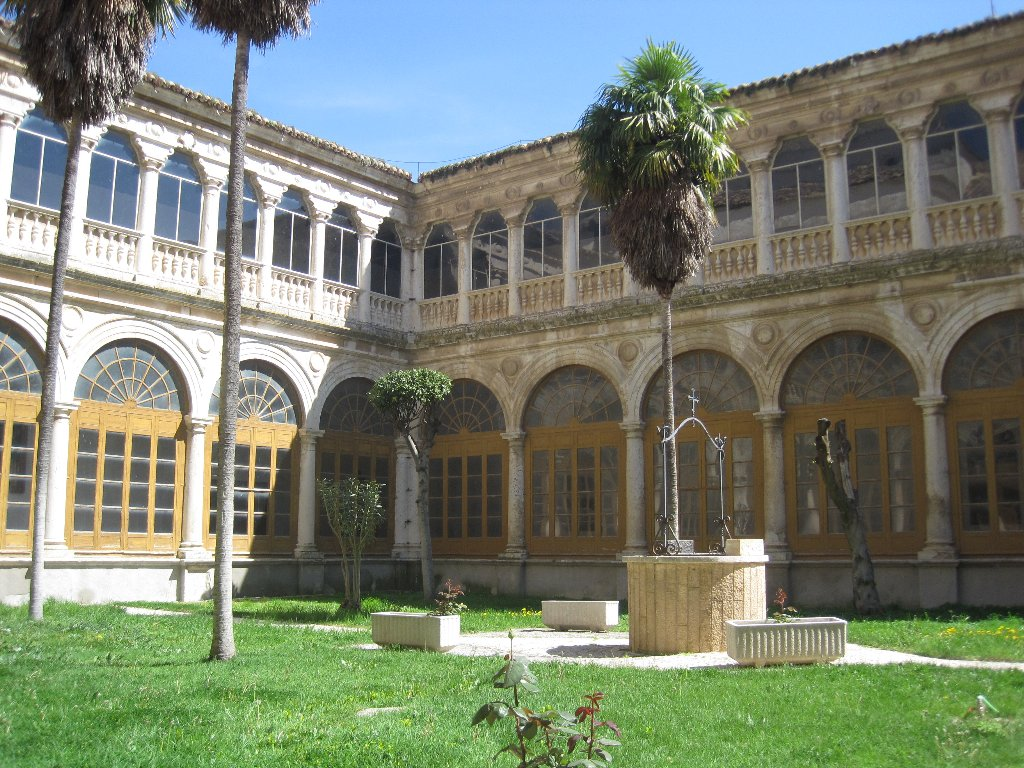
Claustro de Santo Domingo de Guzmán

Es una planta rectangular de dos alturas y escalera en los ángulos Noreste y Suroeste cubiertos de artesonados con tirantes y reforzadas las esquinas. El Claustro Bajo lo forman lados de seis y ocho tramos con columnas de piedra de orden dórico, que reposan en un pequeño pedestal rematadas en su parte superior por arcos de medio punto y ornamentados por unos pequeños escudos. Todo el conjunto está cerrado por carpintería de madera y vidrio. El Claustro Alto consta del doble número de vanos, doce y dieciséis por cada lado. Los pórticos de piedra descansan sobre columnas de orden jónico embellecidas con medallones tallados en la viga. Todo el perímetro posee una balaustrada clásica con algunas molduras talladas en piedra de Colmenar de Oreja. Está cerrado por carpintería metálica y vidrio en todos los vanos. En este se hallan ubicados los Museos de Arqueología y el de Exposición Misional Dominica, al igual que el Coro.

### Coro
Es, sin lugar a dudas, lo que más reclama la atención, pudiendo perfectamente ser equiparado con los más destacados de nuestras catedrales. Fue esculpido en 1573 en madera de nogal de estilo renacentista italiano, obra sufragada por el clavero de la Orden de Calatrava, Fernando Fernández de Córdoba, y ubicado en el Convento de la Asunción de Calatrava de Almagro. En 1866, el rector de la Orden del Convento de Santo Domingo de Guzmán de Ocaña, el Padre Fray Antonio Viñolas se lo adquirió a Isabel Aparicio abonando por él 11.000 reales. En él se observan unos bajorrelieves muy sutiles, pero de gran expresividad. Los del coro superior simbolizan santas a un lado, y santos al otro. Entre ellos, efectivamente sin ser santo, está el promotor del citado coro. Son merecedoras de mención las "Misericordias" y, más aún, los bajorrelieves del coro bajo que simbolizan personajes de la Biblia, hombres y mujeres asociados independientemente y argumentando en cuanto a su ubicación a la del coro superior.

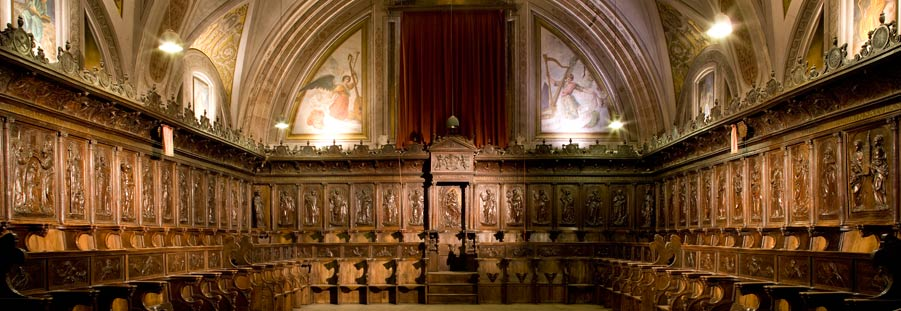
Coro de Santo Domingo de Guzmán

## Museo Arqueológico Municipal

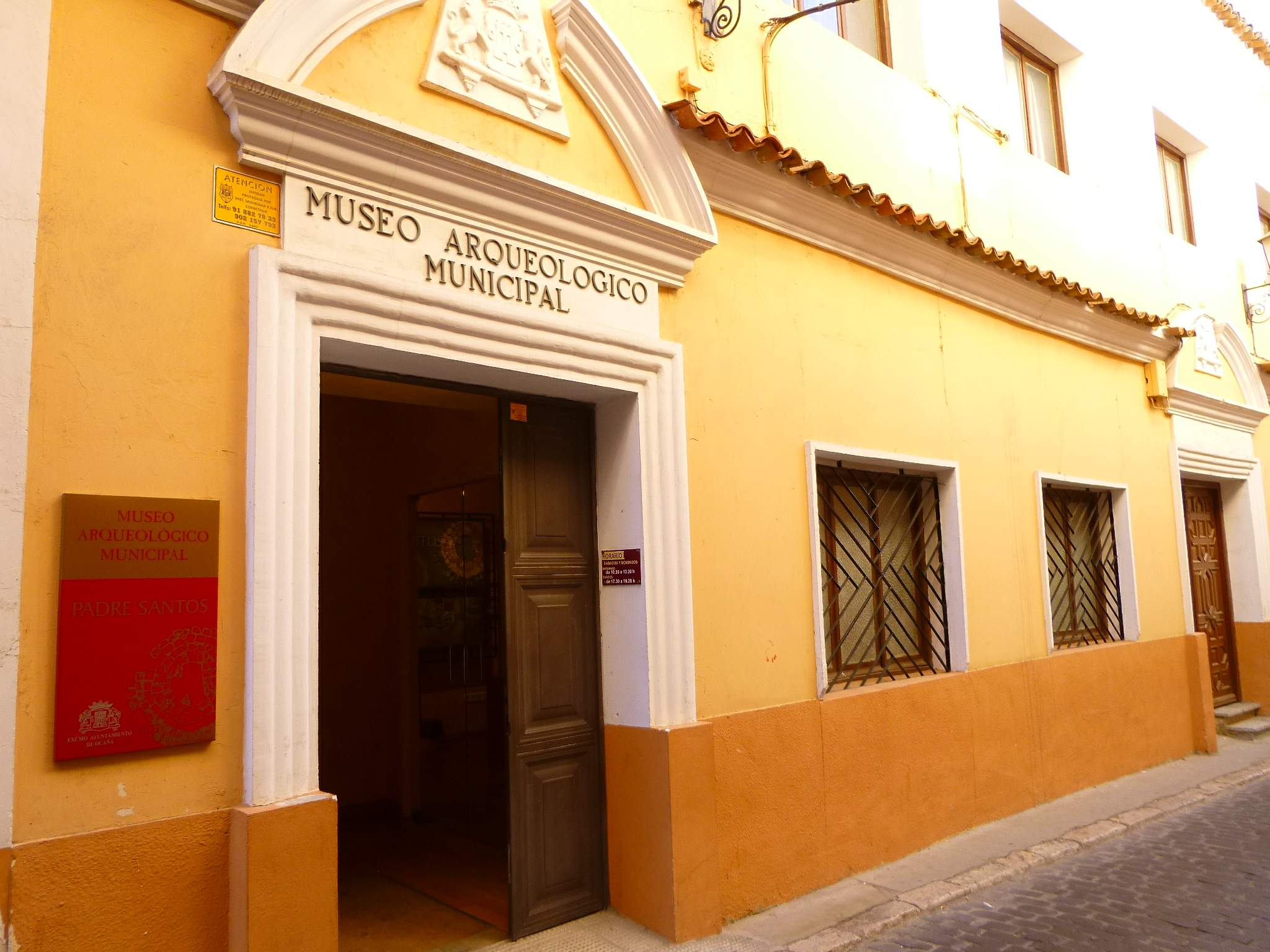
Museo Arqueológico Municipal.

Es el producto y la tarea inagotable a lo largo de algo más de treinta años del dominico Fray Jesús Santos Montes, en el que se compilan cientos de piezas y objetos naturales de Ocaña y su Comarca.
El museo plantea un recorrido por la comarca de Ocaña desde la Prehistoria hasta nuestros días, explicado a través de varios yacimientos, de modo que sean los propios restos materiales los que den a conocer, de forma sencilla, la historia de la sociedad que los realizó.
La colección expuesta se articula en torno a siete grupos temáticos que representan la evolución de la sociedad: el Paleolítico, que engloba el origen del hombre y el empleo de los primeros utensilios en piedra; la revolución neolítica y el descubrimiento de la agricultura; la Edad del Bronce y el nacimiento de las primeras sociedades complejas; la Edad del Hierro y el origen de la sociedad actual; la romanización y los orígenes del estado moderno; la Edad Media con la invasión musulmana y la conquista cristiana y, por último, las Épocas Moderna y Contemporánea.
En un principio estuvo situado dentro del propio convento, pero actualmente está en dependencias del Ayuntamiento en la Calle Lope de Vega, junto al Teatro.

## Museo Porticum Salutis
La exposición PORTICUM SALUTIS ha conseguido reunir cientos de obras de gran valor artístico, gracias a su centro de interpretación, que actualmente goza de las modernas tecnologías, para dotar al edificio de una muestra incalculable valor cultural y religioso.
Es un viaje hacia el conocimiento de nuestra sociedad a través del arte, la técnica y los elementos religiosos, en un edificio del siglo XVI, de estilo renacentista.
Incluye: 
Historia Salutis: Belén interactivo, espectáculo de imagen, luz y movimiento, a través de un moderno montaje audiovisual. Se renueva completamente una vez al año. 
Túnel del tiempo
Extremo Oriente: En las salas 2ª, 3ª y 4ª se exhiben arte de China (Isla de Taiwán), arte de Japón y arte de Filipinas, del mismo modo que lienzos, vestiduras de época, documentos, rosarios, divinidades, vírgenes pintadas en seda y platos decorados y una abundante variedad de monedas de Hong Kong, China, Macao, Japón y Filipinas. Toda esta colección de gran valor y buen gusto fue proyectada y emprendida por el Reverendo Prior de este convento, el Padre Fray Augusto Antolínez Novo. 
HORARIO: 
Cerrado los lunes. Visitas guiadas contactar en 925 15-60-90.